# Bratkovice
Bratkovice är en ort i Tjeckien.   Den ligger i regionen Mellersta Böhmen, i den centrala delen av landet, 50 km sydväst om huvudstaden Prag. Bratkovice ligger 448 meter över havet och antalet invånare är 278.
Terrängen runt Bratkovice är kuperad åt nordväst, men åt sydost är den platt.Runt Bratkovice är det ganska tätbefolkat, med 86 invånare per kvadratkilometer. Närmaste större samhälle är Příbram, 5,7 km söder om Bratkovice. Omgivningarna runt Bratkovice är en mosaik av jordbruksmark och naturlig växtlighet.